# FCW Southern Heavyweight Championship
Die FCW Southern Heavyweight Championship war ein Wrestling-Titel von World Wrestling Entertainment (WWE). Er gehörte als Schwergewichtstitel zu deren damaligen Nachwuchsliga Florida Championship Wrestling (FCW), dem Vorgänger von WWE NXT.
Der Titel wurde am 26. Juni 2007 eingeführt und bereits ein Jahr später, am 22. März 2008 eingestellt. An diesem Tag wurde er mit dem FCW Florida Heavyweight Championship vereinigt. Wie im Wrestling üblich wurde der Titel im Rahmen einer Storyline vergeben.
Erster Gewinner war Harry Smith, der eine 21-Mann-Battle Royale gewinnen durfte. Letzter Träger war Jake Hager, der den Titel in einem Unification-Match von Heath Miller gewann.

## Titelgeschichte
| # | Champion         | Nr. | Datum             | Tage | Ort                      | Veranstaltung | Anmerkungen                                                                               |
| - | ---------------- | --- | ----------------- | ---- | ------------------------ | ------------- | ----------------------------------------------------------------------------------------- |
| 1 | Harry Smith      | 1   | 26. Juni 2007     | 112  | Tampa, Florida           | Houseshow     | Gewann eine 21-Mann-Battle-Royale.                                                        |
| 2 | Afa, Jr.         | 1   | 16. Oktober 2007  | 46   | New Port Richey, Florida | Houseshow     | Wurde zum Gewinner erklärt, nachdem Harry Smith KO ging.                                  |
| 3 | TJ Wilson        | 1   | 1. Dezember 2007  | 17   | New Port Richey, Florida | Houseshow     | Gewann ein Leitermatch.                                                                   |
| 4 | Ted DiBiase, Jr. | 1   | 18. Dezember 2007 | 32   | New Port Richey, Florida | Houseshow     | [ 1 ]                                                                                     |
| 5 | Heath Miller     | 1   | 19. Januar 2008   | 63   | New Port Richey, Florida | Houseshow     | Bekam den Titel nachdem sein Partner wegen einer Verletzung nicht antreten konnte.        |
| 6 | Jake Hager       | 1   | 22. März 2008     | 0    | New Port Richey, Florida | Houseshow     | Florida Heavyweight Champion Jake Hager besiegte Heath Miller in einem Unification-Match. |
| — | Deaktiviert      | —   | 22. März 2008     | —    | New Port Richey, Florida | Houseshow     | Vereinigt mit dem Florida Heavyweight Championship.                                       |

## Statistik

### Titelstatistiken
| Rekord                           | Rekordhalter     | Einheit  |
| -------------------------------- | ---------------- | -------- |
| Längste Regentschaft (am Stück)  | David Hart Smith | 112 Tage |
| Längste Regentschaft (insgesamt) | Harry Smith      | 112 Tage |
| Kürzeste Regentschaft            | Jake Hager       | <1 Tag   |
| Ältester Titelträger             | TJ Wilson        | 27       |
| Jüngster Titelträger             | Harry Smith      | 21       |
| Schwerster Titelträger           | Afa, Jr.         | 130 kg   |
| Leichtester Titelträger          | TJ Wilson        | 90 kg    |
| Größter Titelträger              | Jake Hager       | 2,01 m   |
| Kleinster Titelträger            | TJ Wilson        | 1,75 m   |

### Einzelliste
| Rang | Champion         | Anzahl | Tage |
| ---- | ---------------- | ------ | ---- |
| 1    | Harry Smith      | 1      | 112  |
| 2    | Heath Miller     | 1      | 63   |
| 3    | Afa, Jr.         | 1      | 46   |
| 4    | Ted DiBiase, Jr. | 1      | 32   |
| 5    | TJ Wilson        | 1      | 17   |
| 6    | Jake Hager       | 1      | 0    |